# Archiv für Zeitgeschichte
Das Archiv für Zeitgeschichte ist als Teil des Instituts für Geschichte der ETH Zürich das Archiv für die Geschichte der Schweiz vom späten 19. Jahrhundert bis in die Gegenwart. Es sichert und erschliesst Nachlässe natürlicher Personen sowie institutionelle Archive (Schrift-, Ton- und Bilddokumente) aus privatem Besitz und macht diese historischen Quellenbestände öffentlich zugänglich.

## Geschichte
Bis in die 1970er Jahre waren die Archive für Zeitgeschichte entweder verschlossen oder hatten rigorose Sperrfristen, Geschichtsforschung war praktisch nur bis zum Ersten Weltkrieg möglich. 1966 gründeten junge Historiker um Klaus Urner und Rudolf Humm die Arbeitsgruppe für Zeitgeschichte (AfZ) und konnten dank der Hilfe von Professor Karl Schmid eine Dokumentationsstelle aufbauen. Zu ihren Förderern zählte auch Jean-François Bergier.
1991 konnte das AfZ den Bestand des Schweizerischen Handels- und Industrie-Vereins (Vorort) aufnehmen, und erhielt so einen speziellen Dokumentationsbereich zur schweizerischen Wirtschaft. Seit 1980 erhält das Archiv auch Dossiers aus der Wirtschafts- und Auslandredaktion der Neuen Zürcher Zeitung.
2007 übernahm Gregor Spuhler, ehemaliger Projektleiter der Unabhängigen Expertenkommission Schweiz – Zweiter Weltkrieg, von Klaus Urner die Leitung des Archivs und des damals 24-köpfigen Mitarbeiterteams.

## Zweck
Mit der Sicherung und Pflege schweizerischen Kulturguts nimmt das Archiv für Zeitgeschichte im Rahmen der strategischen Ausrichtung der ETH Zürich eine Aufgabe von nationaler Bedeutung wahr. Als sogenanntes Spezialarchiv ergänzt es die staatliche Überlieferungsbildung. Mit seinen Dienstleistungen fördert es die Lehre und Forschung zur schweizerischen Zeitgeschichte im internationalen Kontext.

## Archivgut
Das Archiv hat drei thematische Schwerpunkte zur schweizerischen Zeitgeschichte:
- Politische Zeitgeschichte (Nachlässe, institutionelle Archive)
- Wirtschaft und Zeitgeschichte (Wirtschafts- und Aussenwirtschaftspolitik)
- Jüdische Zeitgeschichte (Forschungsstätte wider das Vergessen)

### Beispiele
- Elisabeth Kopp, erste Bundesrätin
- Elisabeth Eidenbenz, Gründerin der Maternité suisse d’Elne
- Hans Ulrich Steger, Vorlass mit rund 1800 politischen Karikaturen
- Sammlung Elsbeth Kasser: Gurs. Ein Internierungslager in Südfrankreich 1939–1943. 173 Zeichnungen und Aquarelle
- Schweizerischer Aufklärungsdienst / Schweizerische Arbeitsgemeinschaft für Demokratie (SAD): Historisches Archiv (1947–1990)

## Recherche
Das Archiv betreibt einen öffentlichen Lesesaal im Zentrum der Stadt Zürich, wo die Quellenbestände konsultiert werden können. Dort ist die Recherche mit AfZ Online Archives (Lesesaalversion mit Archivdatenbank-Recherche mit sämtlichen im Lesesaal freigeschalteten Metadaten und digitalen Reproduktionen) und AfZ Audiovisuals (Webclient für die Recherche audiovisuellen Archivguts im AfZ) möglich.
Im Internet wird eine orts- und zeitunabhängige Recherche in Findmitteln und digitalisierten Quellen angeboten:
- Beständeliste: Einstiegsrecherche über die beschreibenden Informationen zu den Beständen
- AfZ Online Archives: Archivdatenbank-Recherche mit sämtlichen online veröffentlichten Metadaten zu Bestelleinheiten (Dossierstufe) sowie öffentlich zugänglichen digitalen Reproduktionen
- AfZ Online Collections: digitalisierte Druckwerke im Volltext
- AfZ Quickaccess: Stöbern in ausgewählten Bildbeständen
- Periodika-Datenbank Schweizer Judentum: Datenbank zu Presseberichten in jüdischen Periodika
- Archives Online: Portal für die Recherche nach Archivgut in verschiedenen Archiven

## Publikationen
Öffentliche Veranstaltungen, ausführliche Jahresberichte, eine wissenschaftliche Schriftenreihe, Ausstellungen sowie die eigene Website dienen der Information über Tätigkeit, Archivbestände und neue Forschungsergebnisse.